# Melville (Saskatchewan)

Melville é uma cidade do Canadá, província de Saskatchewan. Sua área é de 14.78 km² e sua população é de 4,453 habitantes (do censo nacional de 2001).